# Alejandro Woss y Gil

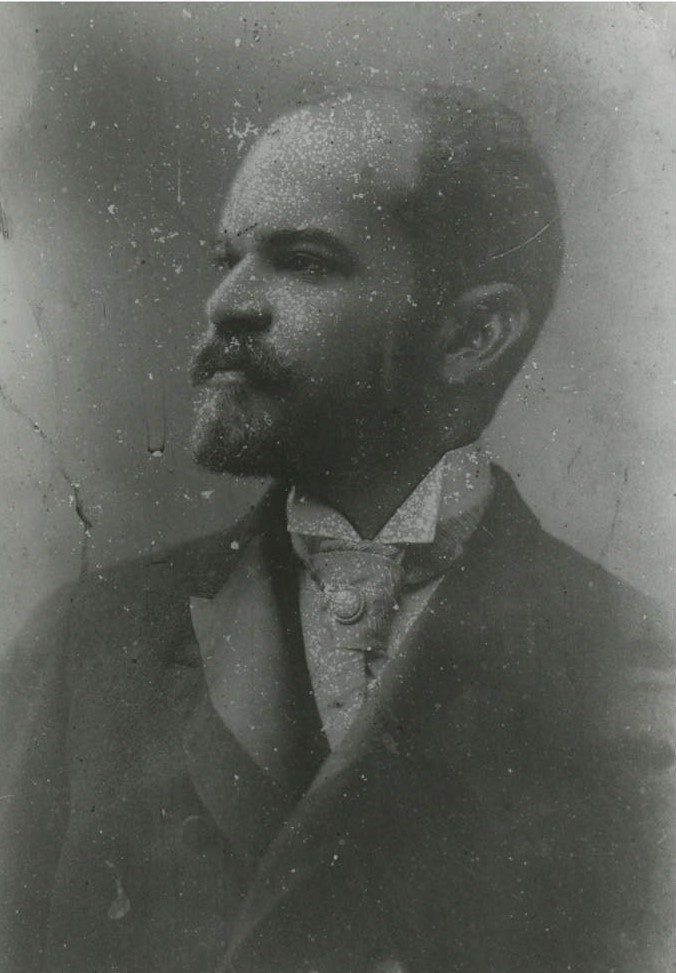
Alejandro Woss y Gil

Alejandro Woss y Gil (* 5. Mai 1856 in El Seibo; † 28. November 1932 in Santo Domingo) war ein dominikanischer Politiker und Präsident der Dominikanischen Republik.

## Biografie
Nach dem Schulbesuch absolvierte er ein Studium der Rechtswissenschaften und war später als Anwalt tätig, ehe er den Truppen von Ulises Heureaux beitrat und selbst zum General der dominikanischen Armee aufstieg.
Nach dem Rücktritt von Präsident Francesco Gregorio Billini, dessen Vizepräsident er seit September 1884 war, wurde er am 16. Mai 1885 im Alter gerade 29 Jahren dessen Nachfolger als Präsident der Dominikanischen Republik. Wirtschaftlich war seine Regierung durch die Gründung von Phosphor- und Kerzenfabriken, aber auch durch die Unterzeichnung von Außenhandelsverträgen mit anderen Staaten gekennzeichnet. Andererseits gab es fortlaufend Auseinandersetzungen mit seinen politischen Gegnern um den früheren Präsidenten Cesáreo Guillermo, dessen Verhaftung und Verfolgung er durch General Heureaux durchführen ließ. Dies führte nach dem Selbstmord Guillermos am 8. November 1885 zum erneuten Aufstieg von Lilís Heureaux an die Macht, so dass dieser am 6. Januar Nachfolger von Woss y Gil als Präsident wurde. Während der Herrschaft von Lilís Heureaux gehörte er als Außenminister (Secretario de Relaciones Exteriores) und später als Kriegs- und Marineminister (Ministro de Guerra y de Marina) dessen Kabinett an. Zwischen 1896 und 1899 war er Gesandter in Washington, D.C., wo er sich um die Verbesserung der Wirtschaftsbeziehungen bemühte.
Am 23. März 1903 wurde er dann erneut Präsident der Dominikanischen Republik, nachdem er an der Spitze einer Revolte den bisherigen Präsidenten Horacio Vásquez gestürzt hatte. Zunächst war er Übergangspräsident, ehe er dieses Amt nach seiner Wahl durch ein Wahlmännergremium am 27. April, bei der er 509 der 537 Stimmen erhielt, schließlich am 20. Juni 1903 offiziell antrat uns am 1. August 1903 seinen Amtseid ableistete. Bei seinem Amtsantritt fand er das Land bankrott vor aufgrund der in den vergangenen Jahren aufgenommenen Staatsschulden sowie verhängten Embargos. Dies führte zu seiner Absicht, Teile des Staatsgebietes zu veräußern, was jedoch bereits am 24. November 1903 zu seinem Sturz durch die Armee unter General Carlos Felipe Morales führte. Dieser Aufstand ging als Unionista-Revolution in die dominikanische Geschichte ein, weil es die bisherigen gegnerischen Lager der Horacista, den Anhängern von Horacio Vásquez, und den Jiminista, den Parteigängern des 1902 von Vásquez gestürzten Präsidenten Juan Isidro Jiménez, im gemeinsamen Kampf gegen den Lilísismo, die Bewegung der Gefolgsleute von Lilís Heureaux und Woss y Gil, einigte.
Nach seinem Sturz ging er ins Exil. Nach seiner Rückkehr 1912 nahm er seine Tätigkeit als Rechtsanwalt wieder auf, zog sich aber bis zu seinem Tod aus dem politischen Leben zurück. Seine Tochter ist die bekannte dominikanische Malerin Celeste Woss y Gil (1890–1985).